# Платформы в КПСС
Платформы в КПСС — внутрипартийные идейно-политические течения, сформировавшиеся в 1988—1991 годах.
Известны следующие идейно-политические течения, существовавшие в КПСС в те годы:
- сталинистское — Большевистская платформа в КПСС, выступавшая в защиту И. Сталина и его политики.
- ортодоксальное — Объединённый фронт трудящихся (ОФТ) и Движение коммунистической инициативы (ДКИ), высказывавшие обеспокоенность «стремлением определенных сил изменить социальную сущность КПСС» и «попытками дискредитировать марксизм-ленинизм», боролось за «коммунистические ориентиры перестройки» и «осуществление на практике ленинских идей»[источник не указан 1184 дня].
- марксистско-ленинское — часть Марксистской платформы в КПСС, считало необходимым очищение КПСС и возвращение к истокам в виде марксизма-ленинизма.
- реформистское — часть Марксистской и Демократической платформ в КПСС. Его представители выступали за обновление КПСС и смену идеологии на основе еврокоммунизма и демократического социализма.
- демократическое — часть Демократической платформы в КПСС и члены Демократического движения в КПСС, требовало радикального реформирования КПСС с последующим превращением её в социал-демократическую партию.

## Большевистская платформа в КПСС
13 марта 1988 года газета «Советская Россия» опубликовала письмо преподавателя Ленинградского технологического института Нины Андреевой, вошедшее в историю под названием «Не могу поступаться принципами». Андреева подвергла резкой критике сторонников «леволиберального» и «крестьянского социализма», критикующих советскую социалистическую систему, и в частности, И. В. Сталина. Она в целом позитивно оценила политику Сталина и высказалась за то, чтобы вернуться к оценке событий с партийно-классовых позиций.
Руководство КПСС и СССР негативно оценило письмо Н. Андреевой, а секретарь ЦК КПСС А. Яковлев в статье «Принципы перестройки, революционность мышления и действий», опубликованной в «Правде» 5 апреля 1988 года, назвал письмо «манифестом антиперестроечных сил». Несмотря на это у автора письма нашлось немало сторонников. 18 мая 1989 года противники курса М. Горбачёва на «перестройку» и «гласность» провели учредительную конференцию Всесоюзного общества «Единство — за ленинизм и коммунистические идеалы», идеология которого базировалась на идеях, сформулированных Н. Андреевой в своём знаменитом письме. Сама Андреева не только приняла участие в работе конференции, но и была избрана председателем Политисполкома.
14 апреля 1990 года состоялась II Всесоюзная конференция общества «Единство», на котором рассматривался вопрос о воссоздании Всесоюзной коммунистической партии (большевиков). В итоге было решено «продолжать борьбу с ревизионизмом, находясь внутри КПСС» и добиваться отстранения на XXVIII съезде «от руководства партией и страной правооппортунистической группы Горбачёва-Яковлева-Шеварднадзе, нарушивших решения XXVII съезда КПСС, обманным путём навязавших советским людям реставраторскую экономическую реформу, тем самым скомпрометировавших партию перед народом». Из-за своей немногочисленности сторонникам Н. Андреевой не удалось выполнить поставленную цель. 27—28 октября 1990 года прошла III Всесоюзная конференция, на которой было выдвинуто требование созыва Чрезвычайного XXIX съезда КПСС и решено создать Большевистскую платформу в КПСС.
13—14 июля 1991 года в Минске состоялась I всесоюзная конференция сторонников Большевистской платформы в КПСС, в которой приняли участие около 856 делегатов из 12 союзных республик. Сторонники Большевистской платформы объявили себя «наследниками и правопреемниками революционно-пролетарской, ленинской линии в КПСС». Были приняты резолюция «О недоверии Генеральному Секретарю ЦК КПСС Михаилу Горбачеву» и Декларация «Об образовании Большевистской платформы в КПСС», решено добиваться созыва внеочередного XXIX съезда КПСС до конца 1991 года, созданы Оргкомитет по созыву съезда и Комиссия по разработке Программы КПСС на основе Большевистской платформы в КПСС.
После провала Августовского путча и приостановления деятельности КПСС 21 сентября 1991 года в Ленинградской области на конференции общества «Единство» совместно с членами Оргкомитета Большевистской Платформы в КПСС было принято решение о подготовке Учредительного съезда «партии большевиков-ленинцев». 8 ноября 1991 года Нина Андреева объявила о роспуске Большевистской платформы и создании Всесоюзной коммунистической партии большевиков (ВКПБ). Это решение было поддержано не всеми членами БП. Недовольные во главе с председателем идеологической комиссии Т. Хабаровой отказались признавать роспуск КПСС и решили сохранить «Большевистскую платформу в КПСС» в качестве самостоятельной организации.

## Объединённый фронт трудящихся
Весной 1989 года после выборов народных депутатов СССР в Ленинграде и Москве при участии ряда новоизбранных депутатов были созданы региональные Объединённые фронты трудящихся. Они послужили примером для создания аналогичных организаций в других регионах и городах России. По словам одного из создателей Объединённого народного фронта трудящихся М. В. Попова, он был создан как превентивная упреждающая мера против создания «Ленинградского народного фронта».

15—16 июля 1989 года в Ленинграде состоялся Съезд Советов социалистических движений трудящихся, собравший делегатов интердвижений и фронтов трудящихся РСФСР, Литвы, Латвии, Эстонии, Украины и Молдавии. Инициаторами съезда стали самодеятельные рабочие политклубы «За ленинизм и коммунистические ориентиры в перестройке» при поддержке «Общества научного коммунизма» и русского культурно-просветительского общества «Отечество». На съезде была принята декларация об образовании Объединённого фронта трудящихся СССР (ОФТ СССР). Своей основной целью учредители фронта видели борьбу «за улучшение жизни всех наций и народностей, всего народа СССР, последовательное утверждение социального равенства и необходимую для этого перестройку советского общества». Наряду с этим они выступали против «очернения истории», рыночных реформ и частной собственности, за «укрепление дружбы между народами на основе пролетарского интернационализма и советского патриотизма, обеспечение фактического равенства и расцвета всех наций и народностей СССР», «поддержание высокой боеготовности Вооружённых Сил СССР, укрепление их кровной связи с трудящимися, отпор нападкам на всеобщую воинскую обязанность», «развитие советской социалистической демократии, всеобщее участие трудящихся в управлении». На съезде был избран Координационный Совет из представителей региональных организаций, приняты устав и ряд резолюций. Однако ОФТ СССР во многом существовал лишь на бумаге.
8—9 сентября 1989 года в Свердловске прошёл Учредительный съезд Объединённого фронта трудящихся РСФСР (ОФТР), лидерами которого стали В. Степанов, А. Самсонов, В. Страдымов, М. Попов, А. Золотов, И. Маляров, Ю. Раков и другие. В нём участвовали 103 делегата из 39 городов России, представлявшие региональные рабочие организации и фронты трудящихся, забастовочные комитеты Кузбасса, Воркуты и других. Они приняли Декларацию об образовании ОФТ РСФСР, устав, ряд резолюций и обращений по ключевым политическим проблемам. Был избран координационный совет, в который вошли народный депутат СССР В. Ярин, ставший одним из сопредседателей фронта, экономист А. Сергеев, кандидат философских наук В. Якушев, рабочий Н. Половодов, бывший редактор журнала «Коммунист» Р. Косолапов и другие.
С самого своего создания ОФТ активно взаимодействовал с органами КПСС, считаясь союзником партийного руководства в борьбе против нарастающего демократического движения и усиливающихся сепаратистских настроений в Прибалтике, Украине и Молдавии. Участники фронта вели пропаганду на предприятиях, публиковались на страницах партийной печати.
В январе 1990 года состоялся II съезд ОФТ РСФСР, на котором ряд участников Фронта приняли решение поддержать создание стоящей на ортодоксальных позициях Российской коммунистической партии (РКП). Лидеры и идеологи ОФТ в марте 1990 года активно участвовали в создании Ленинградского и Московского инициативных комитетов по подготовке Учредительного съезда РКП в составе КПСС. Позже при участии ОФТ состоялись программно-учредительные конференции коммунистов Ленинграда и области, а также и Москвы и области. 21—22 апреля 1990 года в Ленинграде прошёл 1-й этап Инициативного съезда коммунистов России, позднее приведший к созданию Коммунистической партии РСФСР (КП РСФСР), в руководстве которой преобладали консерваторы и ортодоксы. Также ОФТ занимался подготовкой предложений к XXVIII съезду КПСС, в частности, весной 1990 года были подготовлены «Предложения к проекту платформы КПСС».
Осенью-зимой 1990 года члены фронта активно участвовали в организации движения «Коммунистическая инициатива в КПСС» (ДКИ). Участники нового движения, недовольные решениями XXVIII съезда КПСС и Учредительного съезда КП РСФСР, собирались добиваться возрождения коммунистических начал в КПСС и Советской власти, бороться с антикоммунистическими тенденциями в партии и «с капитализацией советского общества».
В феврале-марте 1991 года активисты ОФТ агитировали голосовать на референдуме 17 марта за сохранение СССР как единого государства.
2—3 марта 1991 года в Подмосковье прошёл III съезд ОФТ РСФСР, в котором приняли участие 124 человека из 39 городов, представлявшие городские организации и группы ОФТ. Также на съезде присутствовали представители Интердвижений и Объединённых советов трудовых коллективов республик Прибалтики, Молдовы, Украины и Белоруссии. Среди делегатов были 1 член ЦК КПСС и 4 народных депутата союзных республик. Участники съезда заявили, что «с 1987 года под видом перестройки в обществе совершается буржуазная контрреволюция, направленная на передачу политической и экономической власти классу буржуазии, сформировавшемуся в недрах теневой экономики». Из рядов фронта был исключён один из сопредседателей ОФТ В. Ярин, в связи с тем, что тот после вхождения в Президентский совет «самоустранился от работы, фактически предал интересы рабочего движения, стал символом рабочей аристократии». Был избран новый состав Координационного совета, в который вошло 46 человек, в том числе три сопредседателя: Владимир Якушев (Москва), Николай Половодов (Санкт-Петербург), Евгений Ханин (Петропавловск-Камчатский).
17 мая 1991 года Минюст РСФСР зарегистрировал Объединённый фронт трудящихся РСФСР.
Летом 1991 года ОФТ РСФСР насчитывал около 3—4 тысяч активистов, преимущественно из числа ИТР и научной интеллигенции, также в организацию входили рабочие крупных заводов. Наиболее активно отделения фронта действовали в Москве, Ленинграде, Свердловске, Новгороде, Нижнем Новгороде, Тюмени, Рязани, Ярославле, Томске, Новосибирске и Астрахани. Печатным органом фронта была газета «Что делать?», выходившая с января 1989 года под руководством В. М. Якушева. Молодёжной организацией ОФТ и, одновременно, общества «Единство» считался Союз молодых коммунистов (СМК), неформальное движение ряда членов ВЛКСМ, созданное в ноябре 1989 года по инициативе члена руководства ОФТ И. Малярова. Печатным органом союза стала газета «Зов».
В августе 1991 года ОФТ поддержал действия ГКЧП. После провала Августовского путча и приостановления деятельности КПСС региональные и местные организации ОФТ и ДКИ послужили основой для создания Российской коммунистической рабочей партии и движений «Трудовая Россия» и «Трудовая Москва». В то же время ОФТ России продолжал действовать, хотя его численность сократилась до несколько сотен человек, а реально действующие организации остались только в Санкт-Петербурге и Астрахани. Так, в Санкт-Петербурге в 1994 году ОФТ принял участие в городских выборах в составе блока «Родина» В том же году, в Астраханскую областную думу от регионального отделения ОФТ был избран Олег Шеин.

## Движение коммунистической инициативы
В сентябре 1989 года в Куйбышеве был создан инициативный комитет по созданию Российской коммунистической партии (РКП). Позднее аналогичные структуры стали появляться и в других городах России. Создателями комитетов двигало желание исправить несправедливое по их мнению положение, когда РСФСР была единственной союзной республикой не имевшей своей компартии. К инициативному движению за РКП вскоре присоединились активисты ОФТ РСФСР. В марте 1990 года при участии ОФТ Москвы и Ленинграда были образованы Ленинградский и Московский инициативные комитеты по подготовке Учредительного съезда РКП в составе КПСС, которые провели программно-учредительные конференции коммунистов Ленинграда и области и Москвы и области. В них участвовали представители и других регионов России. Главным итогом конференций стало решение о проведении в апреле 1990 года инициативного съезда по созданию Российской коммунистической партии.
На московской конференции была рассмотрена «Рабочая платформа Движения за создание РКП», разработанная совместно ОФТ и Ассоциацией научного коммунизма под руководством профессора МГУ Ричарда Косолапова. Авторы платформы полагали, что «спасение идеи коммунизма как реального гуманизма, вытекающего из научно познанных объективных тенденций общественного развития и ставшего в полном смысле „русской идеей“ XX века немыслимо без возрождения Российской коммунистической партии… и сохранения тысячелетней Российской государственности, преодоления болезненных процессов в Союзе ССР». Делегаты ленинградской конференции в свою очередь обсудили проект тезисов к предсъездовской дискуссии «Судьба и задача РКП», представленный ленинградским ОФТ и Обществом научного коммунизма.
21—22 апреля 1990 года в Ленинграде прошёл 1-й этап Инициативного съезда РКП в составе КПСС. В нём участвовали 615 человек, представлявших примерно 1,5 млн членов КПСС из более чем 50 регионов РСФСР, в том числе 32 делегата Российской конференции и XXVIII съезда КПСС. В организации Инициативного съезда приняли участие не только ОФТ и другие общественные организации, но и районные и городские комитеты КПСС, а также первичные организации партии. Делегаты признали необходимость создания Российской коммунистической партии в составе КПСС до XXVIII съезда КПСС и избрали Оргбюро Инициативного съезда РКП.
9—10 июня 1990 года в Ленинграде состоялся 2-й этап Инициативного съезда. Делегаты обсудили вопросы связанные с проведением Конференции делегатов XXVIII съезда КПСС от РСФСР, которая должна была пройти в июне. В результате было принято Политическое заявление, в котором подверглась критике линия политического руководства страны и КПСС. Участники Инициативного съезда решили добиваться преобразования Российской конференции коммунистов в Учредительный съезд КП России в составе КПСС.
Во время XXVIII съезда КПСС делегаты-сторонники Движения Коммунистической инициативы, ОФТ и Марксистской платформы приняли т. н. Заявление меньшинства XXVIII съезда КПСС. В нём они предупреждали, что «непродуманный подход к рынку, … насильственное, вопреки объективным процессам, лечение социализма капитализмом повлечёт за собой не повышение производства и уровня жизни, а их неизбежное падение, вызовет широкий социальный протест, приведёт к тяжёлым страданиям народа. … Партия не может вести перестройку, приведшую к ухудшению жизни народа. Что касается Коммунистической партии, она эти потрясения просто не выдержит …». Заявление поддержали 1259 делегатов съезда из 3685 проголосовавших. В ЦК КПСС был избран тогда Алексей Сергеев от ДКИ.
На Учредительном съезда КП РСФСР Движение Коммунистической инициативы смогло добиться избрания в ЦК Ивана Болтовского, Александра Золотова, Виктора Долгова, Виктора Тюлькина, Валерия Козленкова, Альберта Макашова, Юрия Барыгина, Игоря Братищева и других своих сторонников.
20—21 октября 1990 года в Ленинграде прошёл 3-й этап Инициативного съезда коммунистов России. На нём, по данным мандатной комиссии съезда, присутствовали 573 делегата из 55 регионов РСФСР, представлявшие парторганизации объединяющие 2,5 млн человек. Среди участников были секретари первичных парторганизаций, члены парткомов предприятий, районных, городских и областных комитетов КП РСФСР, 8 членов ЦК Российской КП и 1 член ЦК КПСС. В качестве гостей были представители республиканских компартий Украины, Белоруссии, Литвы, Латвии, Эстонии, Молдавии, Азербайджана и Таджикистана, а также общественных и общественно-политических организаций, ряда зарубежных компартий.
3-й этап Инициативного съезда дал политическую оценку итогов XXVIII съезда КПСС и Учредительного съезда КП РСФСР. Делегаты констатировали, что оба съезды не оправдали надежд коммунистов, не сумев предотвратить втягивание страны в капитализм, осудили кампанию «по оплевыванию армии» и призвали «активно противодействовать наступлению контрреволюционных сил на социализм в стране, защитить завоевания трудящихся». Итогом работы съезда стало создание Движения коммунистической инициативы в КП РСФСР и принятие «Инициативной Коммунистической Программы Действий „За возрождение советской социалистической России“», в которой говорилось о необходимости возрождения Советской власти «как постоянной власти трудящихся» и осуществлению действенных мер по социально-экономическому развитию России «не за счет трудящихся». В рамках съезда состоялось совещание представителей Интердвижений союзных республик, на котором было решено провести съезд Интердвижений в ноябре в Москве, а также определена дата проведения в декабре в Москве Учредительного съезда молодёжной Коммунистической Инициативы.
Движение коммунистической инициативы было создано для возрождения коммунистических начал в КПСС и Советской власти, а также для борьбы с антикоммунистическими тенденциями в партии и «с капитализацией советского общества». Движение насчитывало около 8-10 тыс. активистов и около 1,3 млн сторонников. Высшим органом движения был съезд, исполнительным — Организационное бюро, включающее секретарей по регионам и их заместителей. В Оргбюро вошли Ю. Терентьев (секретарь парткома ПО «Арсенал»), А. Сергеев, В. Долгов, Н. Половодов, А. Золотов, К. Федотов, М. Попов, В. Михнович, В. Тюлькин, Г. Ребров и др.). Планировалось создать фракции депутатов Советов всех уровней и Советы коммунистической инициативы на местах. Своего печатного органа у ДКИ не было. Лидеры и идеологи ДКИ публиковалась в газетах «Советская Россия», «Воля», «Молния», «Единство» и в местных изданиях.
20—21 апреля 1991 года в Ленинграде состоялся первый этап II Инициативного съезда коммунистов России (съезд Движения коммунистической инициативы). Он собрал 825 делегатов из 42 областей и краев России, а также 8 союзных республик. На съезде было решено преобразовать Движение коммунистической инициативы в КП РСФСР во Всесоюзное Движение коммунистической инициативы в КПСС. Также делегаты поддержали выдвижение ОФТ РСФСР профессора А. Сергеева кандидатом в Президенты РСФСР и требование бастующих шахтёров об отставке Президента СССР М. Горбачёва, а также заявлено о «решительном размежевании с антинародным политическим и экономическим курсом, проводимым антипартийной группой Горбачева-Ельцина».
29—30 июня 1991 года в Москве состоялся второй этап 2-го съезда ДКИ, в котором приняло участие 820 делегатов, представлявших более 3 млн коммунистов России, Белоруссии, Грузии, Казахстана, Киргизии, Латвии, Литвы, Таджикистана, Украины и Эстонии. Среди них были 77 секретарей и председателей контрольно-ревизионных комиссий районных комитетов КПСС и 34 секретаря городских и областных комитетов партии, 74 заведующих и заместителей заведующих отделами партийных комитетов всех уровней от районных до ЦК КПСС. Ещё 194 человека присутствовало в качестве приглашённых и наблюдателей. Среди них были 78 секретарей партийных комитетов промышленных предприятий, совхозов и колхозов.
На съезде было решено добиваться проведения уже в этом году Чрезвычайного съезда КПСС и Внеочередного съезда КП РСФСР, для чего Оргбюро ДКИ поручили войти в состав Инициативного оргкомитета по созыву обоих съездов. Также был принят проект Программы КПСС. Кроме того, участники съезда решили провести рабочие съезды в городах для избрания Советов рабочих, а в дальнейшем организовать осенью 1991 года Всесоюзный съезд рабочих.
В июне 1991 года ДКИ поддержало на первых выборах Президента России генерал-полковника А. Макашова, вместе с которым на пост вице-президента баллотировался один из лидеров Движения А. Сергеев.
Во время Августовского путча Оргбюро ДКИ и отдельные члены руководства движения поддержали ГКЧП и призвали коммунистов способствовать его деятельности. После провала попытки переворота и ареста членов ГКЧП Оргбюро ДКИ пришло к выводу о необходимости учреждения новой коммунистической партии, вместо запрещённой КПСС, призвав все политические организации коммунистической ориентацией объединиться. 23—24 ноября 1991 года ДКИ вместе с ОФТ провели в Екатеринбурге Учредительный съезд Российской коммунистической рабочей партии

## Марксистская платформа в КПСС
Созданные в конце 1980-х годов партийные клубы, неформальные организации членов КПСС, выступавших в поддержку перестройки и М. Горбачёва, дали начало не только Демплатформе. 20—21 января 1990 года после Всесоюзной конференции партклубов и парторганизаций ряд неформальных марксистских клубов, недовольных социал-демократическим уклоном Демплатформы, решили создать свою организацию. 14 апреля 1990 года прошла I конференция сторонников «Марксистской платформы в КПСС». В числе организаторов были экономист и публицист А. Бузгалин (Клуб марксистских исследований при МГУ), экономист и журналист Сергей Скворцов (Фонд социальных инициатив), экономист Алексей Пригарин (Коммунистическая секция Московского партклуба), экономист и публицист А. Колганов (Федерация марксистских клубов) и другие. Руководящим органом «Марксистской платформы» являлся Координационный совет. Сопредседателями организации при её создании стали Алексей Пригарин, Виктор Исайчиков и Валерий Ершов.
2-13 июля 1990 года на XXVIII съезде КПСС от Марксистской платформы в ЦК КПСС вошли Алексей Пригарин и Александр Бузгалин. Летом того же года на Учредительном съезде КП РСФСР в ЦК КП РСФСР были избраны Андрей Колганов и Анатолий Крючков.
С самого начала в «Марксистской платформе» выделялось два течения. Одно, во главе с А. Пригариным, занимало более левые позиции и выступало за союз с Объединённым фронтом трудящихся (ОФТ) и Движением коммунистической инициативы (ДКИ). Другое, во главе с А. Бузгалиным и А. Колгановым, занимало более умеренные и менее ортодоксальные позиции. На III конференции «Марксистской платформы в КПСС», состоявшейся 17—18 ноября 1990 года, сторонники А. Бузгалина и А. Колганова создали фракцию «Марксизм-XXI». Тогда же, оставаясь в составе «Марксистской платформы», фракция вошла в Демократическое движение в КПСС (ДДК).
7-8 сентября 1991 года прошла конференция «Марксистской платформы», на которой основными принципами были объявлены «социалистический выбор», «коммунистическая перспектива», «общественная собственность на средства производства», «власть Советов». После августа 1991 года сторонники «Марксистской платформы в КПСС» пытались сохранить единство коммунистов, но вместо этого образовали несколько политических организаций.
16-17 ноября 1991 года на основе левого крыла «Марксистской платформы в КПСС» создаётся партия Союз коммунистов под руководством Алексея Пригарина. 23 ноября 1991 года часть Движения «Коммунистическая инициатива» (ДКИ) и «Марксистской платформы в КПСС» приняли участие в создании Российской коммунистической рабочей партии. 14 декабря 1991 года на основе части ДКИ и «Марксистской платформы в КПСС» основана Российская партия коммунистов во главе с Анатолием Крючковым. 4 июля 1992 года Сергей Скворцов объявил о воссоздании КПСС, которую также называли КПСС (Скворцова). 9 декабря 1992 года Александр Бузгалин и Андрей Колганов приняли участие в создании Партии труда.
Сама «Марксистская платформа» не прекратила своего существования и сохранила статус самостоятельной организации, зарегистрировавшись в Минюсте РФ 9 января 1992 года. Руководящие посты в ней занимали представители Союза коммунистов.

## Демократическая платформа в КПСС
Демократическая платформа в КПСС (сокр. — Демплатформа, ДП) — создана в декабре 1989 года на основе партийных клубов, неформальных организаций, объединявших членов КПСС, выступавших в поддержку перестройки и М. С. Горбачёва. В Координационный совет новой организации вошло около 50 человек, среди них такие известные деятели как лидеры Межрегиональной депутатской группы (МДГ) Ю. Афанасьев и Б. Ельцин, Т. Гдлян, Н. Иванов, Н. Травкин, И. Чубайс и В. Шостаковский (ректор Московской высшей партийной школы), А. Минжуренко. Весной 1990 года, по собственным оценкам, Демплатформа насчитывала около 60 тысяч человек, главным образом из числа интеллигенции, научных сотрудников и ИТР.
Первоначально Демплатформа выступала за радикальную демократизацию КПСС, рассчитывая со временем преобразовать её в современную социал-демократическую партию западного типа. Но в условиях углублений противоречий между сторонниками радикальных реформ и консервативным руководством СССР, всё большее число сторонников радикального реформирования КПСС приходили к выводу о неизбежности разрыва с консервативной частью партии. 18—19 марта 1990 года в Голубом зале Московской высшей партийной школы прошло заседание координационного совета Демократической платформы, на котором было объявлено о готовности создать новую политическую партию на базе Демплатформы и МДГ. В связи с этим на май было запланировано проведение всесоюзной конференции о целесообразности дальнейшего пребывания ДП в КПСС. При этом было решено, что члены Демократической платформы могут участвовать в выдвижении делегатов на XXVIII съезд партии.
Демократы первыми покинули КПСС, посчитав невозможным дальнейшее нахождение в одной партии с консервативными силами. После XXVIII съезда КПСС и создания Коммунистической партии РСФСР, в руководстве которой доминировали консервативные силы во главе с И. Полозковым, выход Демплатформы и образование на её базе самостоятельной партии стал неизбежным. 17—18 ноября 1990 года члены Демплатформы провели в Москве Учредительный съезд Республиканской партии Российской Федерации (РПРФ).

## Демократическое движение в КПСС
В июле 1990 года во время XXVIII съезда КПСС ряд лидеров Демплатформы (А. Собчак, Г. Попов, В. Лысенко, В. Шостаковский и др.) объявили о выходе из партии. Часть членов Демплатформы выразили несогласие с этой позицией, решив продолжить борьбу за демократизацию КПСС. Позднее представители группы «Коммунисты-реформаторы» в «Демократической платформе в КПСС», платформы «Левый центр», Совета Московского совещания секретарей первичных парторганизаций (образовано летом 1989 года), групп «Молодые коммунисты» и «Альтернатива» объявили о создании внутрипартийного блока «Демократическое единство».
17—18 ноября 1990 года в Москве группы, входившие в блок «Демократическое Единство» и Федерацию марксистских рабочих клубов (часть Марксистской платформы в КПСС) провели Учредительную конференцию новой организации, получившей название «Демократическая платформы в КПСС (коммунисты-реформаторы)» (ДП/К-Р). В учреждении новой Демплатформы приняли участие 276 делегатов, представлявших 32 400 членов КПСС из 12 регионов страны и свыше 120 гостей. В начале 1991 года объединение было переименовано в Демократическое движение в КПСС (ДДК). На середину 1991 года движение насчитывало 10—15 тыс. человек (фиксированного учёта членства не было, в данном случае — оценка экспертная). В той или иной мере сторонниками или сочувствующими ДДК по данным руководства движения являлись более 15 % членов КПСС, преимущественно научная интеллигенция и ИТР в возрасте от 30 до 50 лет.
Высшим органом ДДК была Конференция сторонников; высший исполнительный орган — Совет координаторов, включавший координаторов по регионам и направлениям работы. Среди координаторов были В. Липицкий, В. Безуглов, Г. Гусев (Межклубная городская партийная организация, Москва), О. Соколов, А. Годунов (Ленинградский партклуб военнослужащих, блок «Демократическое Единство»), Б. Гуселетов (группа «Молодые коммунисты»), О. Вите (платформа «Левый центр»), А. Колганов (Федерация марксистских рабочих клубов, вошла в ДДК как группа «Марксизм—XXI») и другие. К началу 1991 года региональные структуры ДДК действовали в Москве, Ленинграде, Центрально-Европейской части России, на Урале, в Сибири, Дальнем Востоке, а также на Украине, в Белоруссии, республиках Прибалтики и Закавказья, и в Казахстане.
В начале 1991 года часть активистов ДДК присоединились к Общественно-политическому совету партий и общественных движений «Гражданское согласие». Весной-летом 1991 года вместе с А. Руцким (впоследствии первый и последний вице-президент РФ) члены ДДК, в частности В. Липицкий, приняли участие в создании Демократической партии коммунистов России (ДПКР) в составе КПСС.
31 марта 1991 года во время Съезда народных депутатов РСФСР Руцкой объявил о создании депутатской группы (фракции) «Коммунисты за демократию», обвинил фракцию «Коммунисты России» в отходе от решений XIX всесоюзной конференции и XXVIII съезда КПСС и заявил о намерении новой депутатской группы обеспечить твёрдую поддержку Верховному Совету РСФСР в деле утверждения суверенитета России и мероприятиях по выходу из экономического кризиса. В апреле 1991 года был создан оргкомитет Демократической партии коммунистов России. 1 июля 1991 года в центральных СМИ было опубликовано обращение «За объединение сил демократии и реформ», в котором провозглашалась необходимость создания Движения демократических реформ.
2—3 июля 1991 года прошла учредительная конференция Демократической партии коммунистов России (ДПКР) в составе КПСС. Открывая конференцию, Руцкой, к тому времени уже избранный вице-президентом РСФСР, заявил, что создаваемая партия будет, в отличие от КП РСФСР, поддерживать законно избранную народом России власть, и подчеркнул, что ДПКР намерена, руководствуясь статьёй 22 устава КПСС, оставаться в её рядах, пока есть надежда на приверженность высшего руководства КПСС курсу демократических реформ. На конференции Руцкой был избран председателем совета ДПКР.
6 июля 1991 года Секретариат ЦК КПСС выступил с заявлением в связи с учредительной конференцией ДПКР. В нём подчеркивалось, что состав участников конференции формировался произвольно, в противоречии с Уставом КПСС, заявленная партия имеет новое, отличное от Компартии России и КПСС в целом, название и как бы претендует на роль «партии в партии». В тот же день пленум ЦК Компартии РСФСР за действия, противоречащие Уставу КПСС, исключил Липицкого и Руцкого из партии. Было также рекомендовано исключить их из партии «за действия, направленные на её раскол». Партийная организация политуправления ВВС, где Руцкой состоял на учете, поддержала решение ЦК и исключила его из рядов КПСС «за фракционную деятельность».
26—27 октября 1991 года на I съезде ДПКР партия была переименована в Народную партию «Свободная Россия» (НПСР). После её закрытия в 1993 году в мае 1994 года на её базе была организована Российская социал-демократическая народная партия (РСДНП), которую возглавили А. Руцкой и В. Липицкий.